# Lacunosus

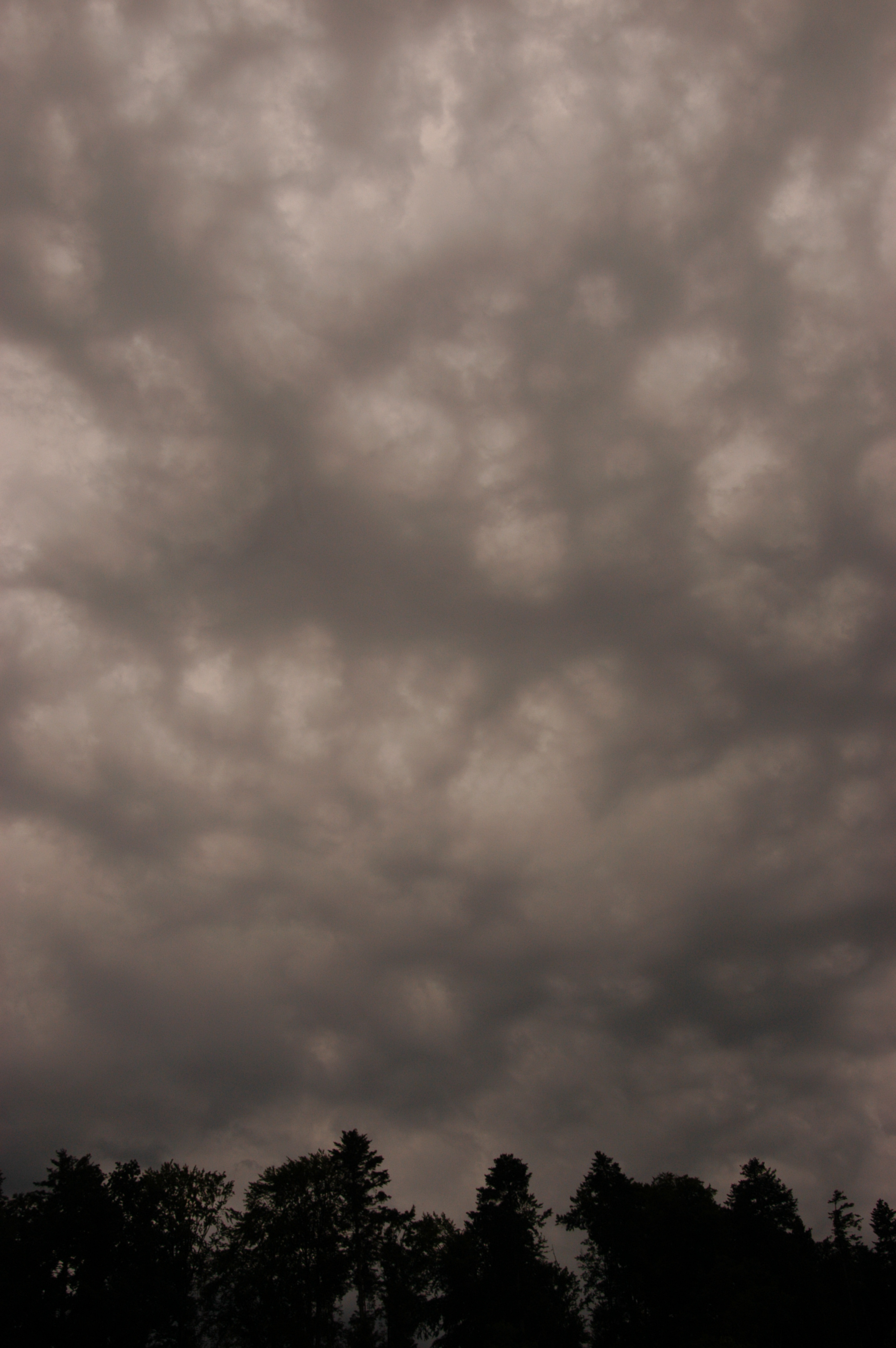
Stratocumulus lacunosus vor einem Gewitter

Lacunosus (la) (lat. „lückenhaft“) sind Wolkenflecken, -felder oder -schichten, die gewöhnlich ziemlich dünn sind und als wesentliche Merkmale mehr oder weniger regelmäßig verteilte runde Löcher haben, deren Ränder häufig ausgefranst sind. Die Wolkenteile und wolkenfreien Zwischenräume rufen oft den Eindruck eines Netzes oder von Honigwaben hervor.
Die Bezeichnung wird hauptsächlich bei Cirrocumulus und Altocumulus und – wenn auch sehr selten – bei Stratocumulus angewendet.